# Patrick Appel
Patrick Appel (* 19. Mai 1989 in Hanau) ist ein deutscher Politiker (CDU). Er ist seit 2024 Abgeordneter des Hessischen Landtags.

## Beruf
Nach dem Abitur am Wolfgang-Ernst-Gymnasium in Büdingen 2008, studierte Appel Rechtswissenschaften an der Justus-Liebig-Universität in Gießen. 2009 wechselte er das Studienfach und nahm ein Lehramtsstudium auf, dass er 2015 mit dem 1. Staatsexamen abschloss. Nach dem Referendariat bestand er 2018 das 2. Staatsexamen und wurde Haupt- und Realschullehrer für die Fächer Mathematik und evangelische Religion, an der Gesamtschule Konradsdorf in Ortenberg. Zuletzt war er an das staatliche Schulamt in Bad Vilbel abgeordnet.
Er wohnt in Büdingen-Wolferborn.

## Politik
Patrick Appel ist seit 2005 Mitglied der CDU. Dort ist er stellvertretender Vorsitzender CDU-Stadtverbandes Büdingen, sowie Mitgliederbeauftragter des Kreisverbandes Wetterau.
Seit 2011 ist Appel Mitglied des Kreistages des Wetteraukreises, sowie seit 2016 Mitglied des Ortsbeirates des Büdinger Stadtteils Wolferborn. Seit 2021 ist er Ortsvorsteher des Stadtteils. Außerdem rückte er 2021 in die Büdinger Stadtverordnetenversammlung nach.
Bei der Wahl zum 21. hessischen Landtag am 8. Oktober 2023 gewann Appel das Direktmandat im Wahlkreis Wetterau II mit 33,47 % der Erststimmen und zog in den Hessischen Landtag ein.